# اعوان شریف
اعوان شریف (به انگلیسی: Awan Sharif) یک منطقهٔ مسکونی در پاکستان است که در ناحیه گجرات واقع شده‌است. اعوان شریف ۳۵–۴۰ هزار نفر جمعیت دارد.